# Tedisio Zaccaria
Tedisio Zaccaria era el señor de Tasos y gobernador de Focea de 1302 a 1307. Descendiente de la importante familia genovesa Zaccaria, era el hijo de Manuele Zaccaria y Clarisia Fieschi, su padre fue el hermano de Benedetto I Zaccaria, el fundador de la fortuna Zaccaria en Bizancio y la Grecia latina.
Fue nombrado gobernador de Focea por su tío Benedetto I y mantenido en su puesto después de la muerte de éste cuando se convirtió en gobernador del Señorío de Quíos. En 1306 Tedisio hizo una campaña en Tasos donde capturó el castillo e hizo de la isla un feudo. En 1307 Benedetto II Zaccaria decidió reemplazar a Tedisio con un nuevo gobernador.
El nuevo gobernador Andriolo Cattaneo envió a su hijo Domenico y tomó Focea. Tedisio luego huyó a Galípoli donde buscó el apoyo de la Compañía Catalana y en la Pascua de 1307 hizo una campaña contra Focea. Después de un asedio capturó la ciudad, pero fue incapaz de mantenerla bajo su control, mientras hacía otra campaña contra el ejército bizantino y fue obligado a retirarse a Tasos para defender su feudo. Permaneció como señor de Tasos hasta 1313, fecha en que la isla fue conquistada por los bizantinos.